# Franciscus Raphelengius
Franciscus Raphelengius, O Velho (Francisci Raphelengii, Frans van Ravelingen) (* Lannoy, 27 de Fevereiro de 1539 - Leiden, 20 de Julho de 1597), foi humanista, orientalista, erudito e livreiro holandês.  Estudou em Paris, por motivos das guerras civis fugiu para a Inglaterra, onde foi Professor de Grego na Universidade de Cambridge, ocupou a cadeira de Hebraico em Leiden desde 1587, e também foi professor de árabe e persa. É autor de um Léxico Árabe-Latino, que foi publicado postumamente em 1613, sendo este considerado propriamente o primeiro dicionário da língua árabe. 

## Biografia
Raphelengius nasceu em Lannoy, França e era genro do impressor Christopher Plantin (1520-1589); e administrou a tipografia de Plantin em Leiden. Foi colaborador da Bíblia Poligota de Antuérpia, e era o impressor oficial da universidade. As qualidades de suas impressões de erudição foi um dos atrativos que trouxeram Joseph Justus Scaliger a Leiden em 1593.  Raphelengius morou em Leiden durante os últimos anos de sua vida onde morreu em 20 de Julho de 1597.
Em 1588, Justus Lipsius escreveu a Franciscus Raphelengius: De Seneca Ortelii nostri gratiam illi habeo (Sou muito grato ao nosso Ortelius pelo manuscrito de Sêneca).

## Família
- Marguerite Plantin (esposa, Paris, Île-de-France, França, 1547)
- Christoffel van Ravelingen (filho, 1566 - † 10 de Fevereiro de 1611.
- Justus van Ravelingen (filho, 1573-1628)
- Frans van Ravelingen (filho, 1568-1643, Franciscus Raphelengius, O Jovem, foi também, como o pai, orientalista e impressor)
- Elisabeth van Ravelingen (filha)

## Referências

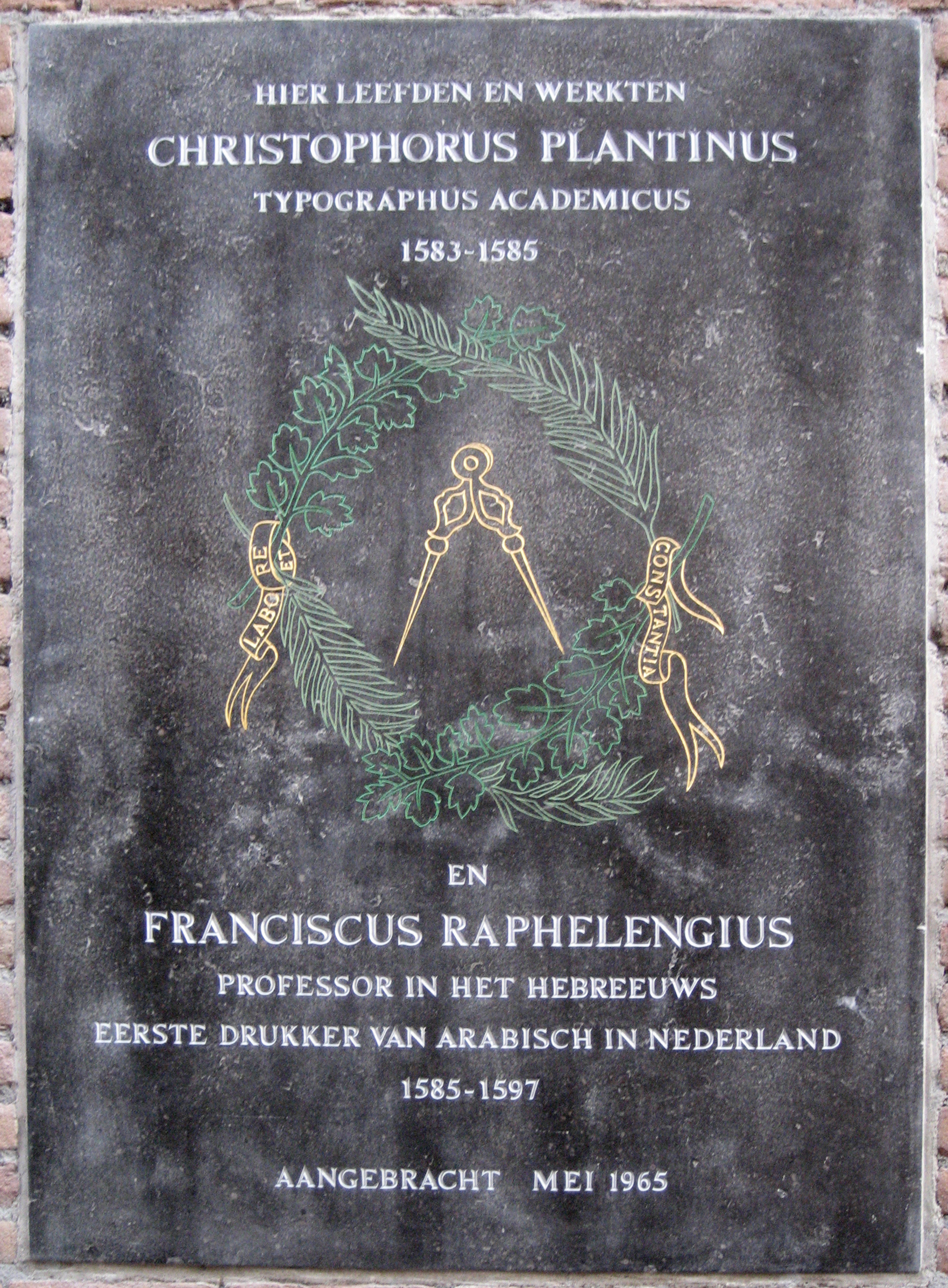
Placa comemorativa na Leida